# بیاوه بووتا (شهرستان بیدگوشچ)
بیاوه بووتا (شهرستان بیدگوشچ) (به لهستانی:  Białe Błota) یک روستا در لهستان است که در گمینا بیاوه بووتا واقع شده‌است. بیاوه بووتا ۵٬۵۷۵ نفر جمعیت دارد.